# Zelotes kimwha
Zelotes kimwha är en spindelart som beskrevs av Paik 1986. Zelotes kimwha ingår i släktet Zelotes och familjen plattbuksspindlar. Inga underarter finns listade i Catalogue of Life.